# Krajnitsi
Krajnitsi (Bulgaars: Крайници) is een dorp in Bulgarije. Het dorp is gelegen in de gemeente Doepnitsa in de oblast Kjoestendil. De afstand tot Kjoestendil is hemelsbreed 42 km en de afstand tot Sofia is 43 km. 

## Bevolking
Op 31 december 2019 telde het dorp Krajnitsi 1.641 inwoners, een halvering vergeleken met het maximum van 3.323 personen in 1946.
|  |

Van de 1.954 inwoners reageerden er 1.641 op de optionele volkstelling van 2011. Van deze 1.641 respondenten identificeerden 1.585 personen zichzelf als etnische Bulgaren (96,6%), gevolgd door 51 Roma (3,1%). 5 respondenten gaven geen (definieerbare) etniciteit op (0,3%).
| Etniciteit   | Aantal | %     |
| ------------ | ------ | ----- |
| Bulgaren     | 1585   | 96,6% |
| Turken       | ...    | ...   |
| Roma         | 51     | 3,1%  |
| Overig       | 5      | 0,3%  |
| Respondenten | 1641   |       |

Balanovo - Bistritsa - Blatino - Deljan - Djakovo - Doepnitsa - Dzjerman - Gramade - Jachinovo - Krajni Dol - Krajnitsi - Kremenik - Palatovo - Piperevo - Samoranovo - Topolnitsa - Tsjerven Breg